# La lista di Earl
La lista di Earl (Pilot nella versione originale) è l'episodio pilota della serie televisiva statunitense My Name Is Earl. È stato trasmesso in prima assoluta sul canale televisivo statunitense NBC il 20 settembre 2005 nella versione originale, e successivamente, andato in onda in italiano, il 18 settembre 2006 sul canale televisivo italiano Italia 1.
L'episodio ha vinto 2 Emmy Awards e 1 GLAAD Media Awards.

## Trama
Earl Hickey è un comune ladro della contea di Camden. Ruba qualsiasi cosa solo per il gusto di farlo. Un giorno conosce Joy Darville, i due la stessa sera, ubriachi, si sposano attraverso un matrimonio lampo a Las Vegas. Earl non ricorda tanto di quella notte, ma nota che Joy è incinta, precisamente incinta di 6 mesi.
Tre mesi dopo nasce Eric "Dodge" Hickey (che più tardi cambierà cognome in Turner), questo nome gli è stato attribuito perché l'unica cosa che Joy ricorda del padre è che possedeva una Ford. Due anni più tardi, Joy è di nuovo incinta e al momento del parto si scopre che il figlio non è di Earl ma di Darnell Turner, ovvero un barista nero grande amico di Earl.
Qualche anno più tardi, Earl va a comprare un gratta e vinci al Camden Market, questo risulta vincente per ben 100000 $. Earl, nella gioia, si lancia in strada e viene investito da un'auto. Nello schianto perde il biglietto. Viene subito portato in ospedale e stabilizzato, qui, senza accorgersene, firma i dati di consenso del divorzio con Joy. Earl, ormai disperato, accende la televisione e qua vede Carson Daly. Carson Daly è un conduttore di talk-show e in questa puntata spiega il concetto di Karma. "Fai una cosa buona e qualcosa di buono ti succederà. Fai qualcosa di cattivo e quello ti si ritorcerà contro", sono le parole di Daly. Earl ci riflette e capisce che è sempre stato cattivo e difatti ha una vita schifosa. Decide quindi di stilare una lista lunga 259 punti con tutte le sue cattive azioni a cui deve porre rimedio.
Appena uscito dall'ospedale, lui e suo fratello Randy si trasferiscono nel Motel Las Palmas. Qui conoscono Catalina Aruca, la cameriera di cui si innamorerà Randy. Il primo punto che Earl vuole cancellare è il numero 136: Gettato spazzatura per terra. Earl raccoglie tutta la spazzatura del motel e subito dopo ritrova il biglietto vincente che aveva perso nell'incidente. Capisce quindi di dover continuare a cancellare punti dalla lista. Il secondo punto che vuole rimediare è il n° 64: Preso a calci Kenny James a scuola. Earl, grazie a Randy, scopre l'indirizzo di Kenny dai suoi genitori e scopre che questo è gay. Parlandogli scopre che è da sempre stato molto timido ma che la sua paura nei confronti degli altri è nata per colpa dello stesso Earl e dei suoi continui bullismi. Per rimediare al punto, Earl decide quindi di portarlo ad un gay-bar per vincere la sua timidezza. Qui Kenny lo ringrazia. Nel bar incontra un ragazzo e i due si fidanzano. Kenny è felice perché finalmente è uscito dall'ombra dov'era sempre vissuto, per questo dice ad Earl di cancellarlo dalla lista. Quest'ultimo alla fine è soddisfatto e decide di continuare a cancellare punti.

## Premi

### Vinti
- 1 Emmy Award per Migliore regia per una serie comica o commedia - Marc Buckland (2006)
- 1 Emmy Award per Migliore sceneggiatura per una serie comica o commedia - Gregory Thomas Garcia (2006)
- 1 GLAAD Media Award - Miglior episodio individuale (2006)
- 1 Artios Award per il miglior casting in un episodio pilota (2006)
- 1 DGA Award per la miglior regia per una serie comica (2006)
- 1 Humanitas Prize nella categoria delle serie di 30 minuti (2006)

### Candidature
- 1 Eddie Award per il miglior montaggio per una serie televisiva (2006)
- 1 WGA Award per il miglior episodio comico - Gregory Thomas Garcia (2006)